# Prădător

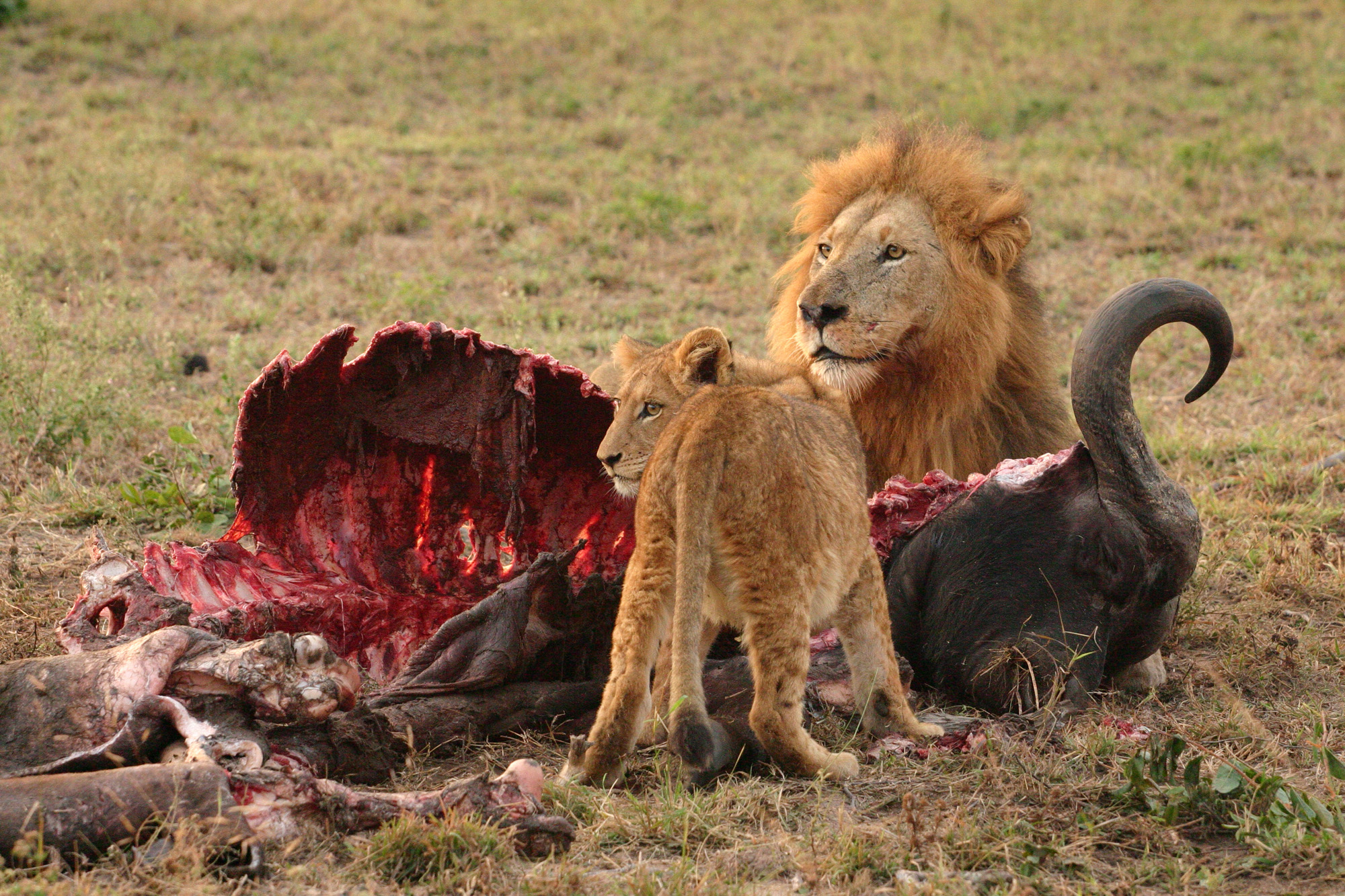
Leii sunt animale de pradă

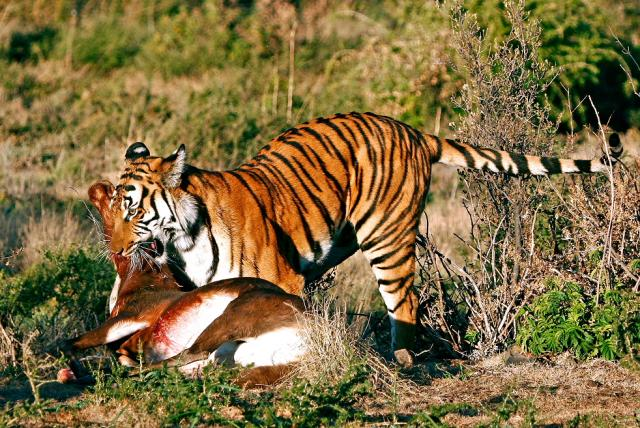

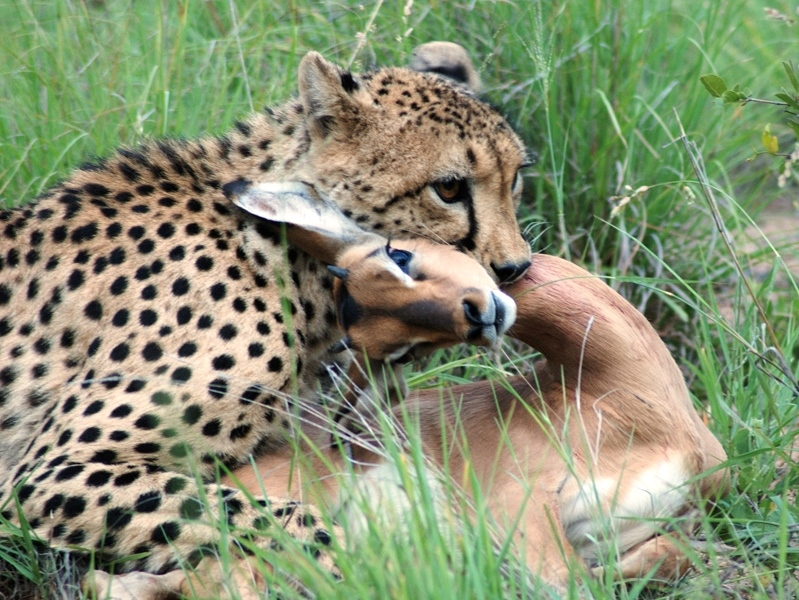

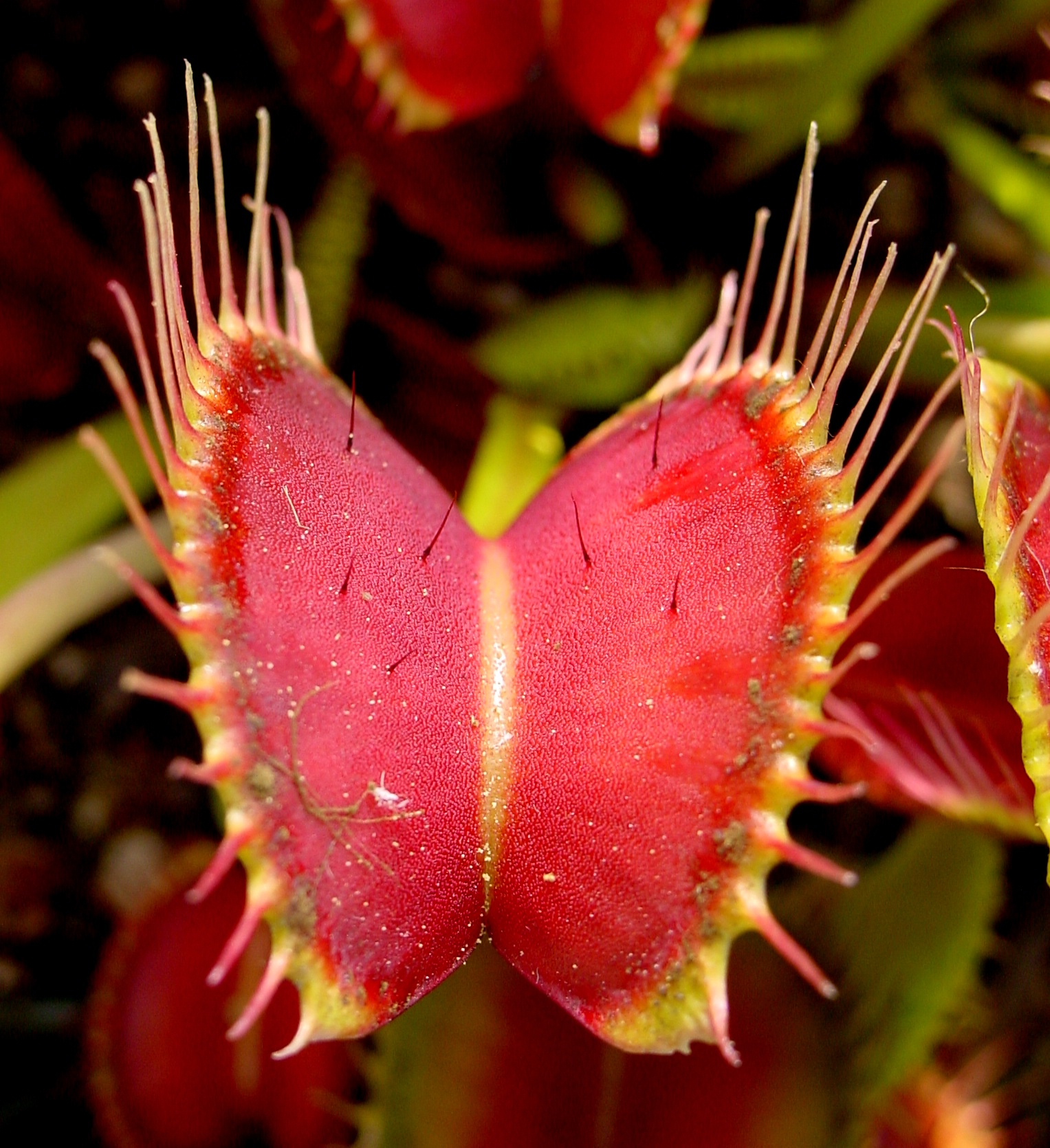
O plantă carnivoră

Un prădător este, în ecologie, un organism viu care vânează și ucide alte ființe vii pentru a le mânca sau pentru a le transforma în hrana puilor săi. Sunt considerate a fi prădătoare nu numai veritabilele animale de pradă (carnivorele), ci și păsările răpitoare, care prind și omoară prada, plantele carnivore și paraziții care doar provoacă daune, boli  și se hrănesc (rareori omorându-le) doar cu o parte din substanțele oferite de animalele gazdă sau pradă. Animalele atacate sunt incluse în categoria pradă. Această vânătoare este foarte comună în natură și prădătorii joacă un rol vital în menținerea echilibrului ecologic. În general, animalele de pradă atacă mai ușor animalele-pradă bătrâne sau bolnave.

Există și prădători omnivori cum ar fi viezurele și omul.